# Sociolinguistique
 (avril 2021).
- Si vous ne connaissez pas le sujet, laissez ce bandeau (vous pouvez alors contacter les auteurs).
- Si vous supprimez le contenu mis en cause (vous pouvez préalablement contacter les auteurs),

argumentez précisément cette suppression dans la page de discussion
(un manque de référence n'est pas un argument ; une recherche réelle de référence doit avoir été effectuée, être formellement documentée).
 (janvier 2013).
Si vous disposez d'ouvrages ou d'articles de référence ou si vous connaissez des sites web de qualité traitant du thème abordé ici, merci de compléter l'article en donnant les références utiles à sa vérifiabilité et en les liant à la section « Notes et références ».
La sociolinguistique est une branche de la linguistique qui étudie comment la société, y compris les normes culturelles, les attentes et le contexte, influent sur le langage et son utilisation. Parfois, elle recoupe la sociologie du langage, qui examine l'impact du langage sur la société. La sociolinguistique est également étroitement liée à la pragmatique et à l'anthropologie linguistique.   
La sociolinguistique est subdivisée en deux catégories : la micro-sociolinguistique et la macro-sociolinguistique.  
Thomas Callan Hodson a été le premier à utiliser le terme sociolinguistique dans le titre de son article de 1939 intitulé Sociolinguistics in India publié dans la revue Man in India.  
Cette discipline considère, avant tout, que le sujet de son étude ne peut être ni la « langue » (au sens saussurien), abordée comme système de signes linguistiques, ni la « compétence » (au sens chomskyen), décrite comme système de règles. Bayon (1996, p. 35) souligne que, dès 1972, D. Hymes développe le concept de « compétence de communication ». Pour ce dernier, il ne suffit pas de connaître la langue. La maîtrise de celle-ci au sein de son contexte social est primordiale. 
D’après William Labov, la sociolinguistique doit expliquer et décrire les variations dans l’usage de la langue, tant à l’échelle microsociale (au niveau de l’individu et des relations interindividuelles) qu’à l’échelle macrosociale (au niveau d’une communauté entière). Il s’agit d'une description et d'une explication des variations tant chez des individus pris séparément que dans un groupe plus large. On remarque que le langage est le reflet des relations sociales, et qu'il joue un rôle de marqueur identitaire, ce dont la sociolinguistique doit être en mesure de rendre compte.

## Histoire
William Labov est souvent considéré, du moins dans la tradition anglo-saxonne, comme le fondateur de la sociolinguistique moderne. C'est lui qui, en 1966, publia The Social Stratification of English in New York City (La Stratification sociale de l'anglais à New York).
L’acte de naissance de la sociolinguistique est signé par Antoine Meillet, qui s’est opposé au Cours de linguistique générale de Ferdinand de Saussure peu après sa publication  en 1916 en le critiquant sur plusieurs plans. Saussure qui définit la langue comme étant la partie sociale du langage n’assume pas cet axiome dans ses analyses linguistiques. Néanmoins, Meillet se révolte au niveau du traitement des changements linguistiques. Il écrit : « en séparant le changement linguistique des conditions extérieures dont il dépend, Ferdinand de Saussure le prive de réalité ; il le réduit à une abstraction qui est nécessairement inexplicable ». La phrase qui semble être la plus contraignante selon Meillet se trouve être celle qui termine le Cours de Linguistique Générale, dit CLG, où les auditeurs de cette œuvre posthume assignent à la linguistique un véritable et unique objet d’étude « la langue envisagée en elle-même et pour elle-même ».
Il y avait cependant des gens qui faisaient de la sociolinguistique « sans le savoir », avant sa reconnaissance en tant que discipline indépendante :  les études dialectales, avant même que le terme sociolinguistique ou sociologie de la langue apparaisse, sur les patois prenant en compte la variation géographique; les études sur les contacts de langues (Schuchardt 1842-1927, Harald Weinrich) ; la linguistique historique avec en France des linguistes comme  Antoine Meillet, Marcel Cohen, etc.; ou l’anthropologie linguistique avec Franz Boas, Edward Sapir, etc. et bien au-delà en ce qui concerne le rapport langue/pensée (logiciens) et le rapport style/classe sociale.
La constitution de la discipline de la sociolinguistique s'élabore d'abord en France dans les années 1950 avec la parution en 1956 de Pour une sociologie du langage de Marcel Cohen. À partir des années 1960, ce champ de recherches trouve surtout écho aux États-Unis autour d’un groupe dont la plupart des membres vont devenir célèbres dans leur champ respectif : Dell Hymes, Joshua Aaron Fishman, John J. Gumperz, William Labov, Charles A. Ferguson, etc. Leur approche peut se résumer à cette sentence célèbre « Étudier qui parle quoi, comment où et à qui ». Les rapports sociaux entre les individus deviennent centraux et non plus périphériques. La sociolinguistique s’est donc constituée en opposition plus ou moins marquée avec la Linguistique structurale  issue des travaux de  Ferdinand de Saussure et bien sûr avec la Linguistique générative de Noam Chomsky.
La critique d’une certaine conception immanentiste du structuralisme est l'origine de la sociolinguistique. Labov, qui fut l’étudiant de Weinreich, s’oppose à la linguistique structuraliste de Saussure qui ne décrit les faits linguistiques qu’en relation avec d’autres faits langagiers, alors que lui, comme Antoine Meillet (pourtant structuraliste), propose de s’aider de données extérieures, tirées du comportement social, afin d’expliquer certains de ces faits linguistiques.
Dès la fin des années 60, William Labov  ainsi que d’autres chercheurs nord-américains, européens et particulièrement français, remettent en question le structuralisme de Ferdinand de Saussure qui, comme l’indique Henri Boyer, d’un côté, met le sujet (parlant/écrivant) à l'écart dans l’analyse linguistique et, de l'autre côté, met notamment entre parenthèses « des relations complexes certes mais déterminantes entre langue (langage) et société ». En effet, ce qui a attiré l'attention des chercheurs est la présence de nombreux projets, des données empiriques qui ont été mis en place et récoltées avec des études aussi bien sur des communautés peu connues que sur des communautés beaucoup plus connues côtoyées au quotidien. C’est ainsi qu’a commencé à se développer la sociolinguistique.

## Variables sociolinguistiques
Les travaux qui continuent de se réclamer strictement de l'héritage de William Labov  relèvent de la sociolinguistique dite variationniste (d'autres courants ont émergé depuis). Les premières recherches se sont faites par l'interview d'un échantillon, dit représentatif, de sujets parlant concernés. L'accent est mis sur certaines variables qui se doivent, selon Labov :
- d'avoir une fréquence d'utilisation élevée ;
- d'avoir une certaine immunité vis-à-vis d'un contrôle conscient ;
- de faire partie d'une structure plus grande, et ;
- d'être aisément quantifiées sur une échelle linéaire.

En général, ce sont les variables phonétiques qui satisfont ces conditions le plus facilement. Les variables grammaticales sont également utilisées et, plus rarement, des variables lexicales.

### Quelques variables à signification sociolinguistique
Phonétiques
- le coup de glotte en anglais et les différences de vocabulaire entre anglais U et anglais Non-U ;
- les allophones de la voyelle nasale dans les lexèmes français d'Europe un et fin ;
- les voyelles hautes antérieures dans le dialecte de Bâle, où l'allophone non-arrondi est diagnostique de l'élite sociale.

Grammaticales
- la double négation en anglais ;
- l'omission du « ne » lors de la négation en français ;
- l'emploi en suisse allemand du futur avec le verbe modal « werden », emprunté à l'allemand standard.

Lexicales
- l'emploi de mots régionaux dans le français romand, par ex. galetas pour grenier, etc. ;
- la formation et l'utilisation plus ou moins fréquente de mots savants, construits à partir de racines grecques et latines, à côté de mots plus courants ayant connu une longue évolution (œil et oculaire, vocabulaire médical d'origine grecque etc.) ;
- l'emphatisation et l'assimilation dans les dialectes arabes.

## Concepts fondamentaux de la sociolinguistique
Bien que la sociolinguistique soit une discipline très vaste, il existe quelques concepts fondamentaux sur lesquels sont basées la plupart des études.
- La sociolinguistique étudie le langage en prenant en compte des facteurs externes à la langue, et non en considérant uniquement les structures linguistiques internes.
- La sociolinguistique envisage l'évolution de la langue dans un contexte social.
- Facteurs internes : sémantique et syntaxe.
- Facteurs externes : facteurs économiques, démographiques, sociaux, politiques etc.

Les deux approches ont souvent été menées séparément et considérées comme contradictoires ; toutefois, la sociolinguistique les considère comme complémentaires.

### Réseaux sociaux
Les recherches en sociolinguistique impliquent la compréhension des réseaux sociaux dans lesquels s'inscrit le langage. Cela peut s'appliquer au niveau macroscopique à un pays ou à une ville, mais aussi au niveau interpersonnel au sein d'un voisinage ou d'une famille.

## Variables sociales
L'étude sociolinguistique d'une variété peut prendre en considération un large éventail de paramètres sociaux, suivant la problématique traitée. Les plus courants sont  la classe sociale, l'âge, le sexe ou encore l'ethnie. Les variables sociolinguistiques sont ensuite comparées avec celles sociales.
On peut constater l'existence de nombreux sociolectes (variétés au niveau social) d'une même langue :
- selon l'âge : les langages enfantin, des jeunes, des séniors ;
- selon le sexe : les langage des femmes, des hommes ;
- selon les groupes sociaux : les langage des étudiants, des apprentis, des cadres, des ouvriers, des professionnels d'un certain métier, des politiques ;
- selon la région : importance des accents régionaux et nationaux pour les langues plurinationales ;
- selon l'ethnie : le langage écrit et le langage parlé dans un contexte d'alphabétisation partielle ; le langage des locuteurs non natifs selon les groupes sociaux et la maîtrise de la langue véhiculaire , etc.

## Modèle centre et périphérie
Ce modèle centre-périphérie a été repris dans différentes sciences sociales d'abord avec l'analyse de l' économie-monde par l'historien Fernand Braudel, puis avec la notion de système-monde par des sociologues et économistes, théoriciens de la dépendance des pays de la périphérie comme Immanuel Wallerstein et Samir Amin, ensuite par des géographes. À l'ère de la mondialisation économique, il est utilisé aussi en sociolinguistique aux niveaux national et international.

### Au niveau national
Les langues étant généralement d'une grande complexité, une bonne maîtrise de l'expression orale et écrite est plus fréquente dans les classes aisées ou supérieures (upper-class). Selon Basil Bernstein (Langage et classes sociales), ces classes bénéficient en général d'un code linguistique plus élaboré. Du fait de leur groupe social d'origine et d'un nombre d'années d'étude plus élevé, elles ont eu davantage accès en général à la langue légitime de référence (écriture dans des sociétés traditionnelles, dictionnaires, grammaires, bons auteurs etc.) et à des réseaux socio-culturels privilégiés avec des effets de légitimation et de domination sociale. À l'opposé les enfants des classes populaires, en partie immigrés, pratiquent majoritairement un niveau de langue ou un code langagier plus restreint et plus relâché, subissent un handicap linguistique et vivent davantage à la périphérie du système. Le sociologue Pierre Bourdieu a fait publier aux Éditions de Minuit des auteurs anglo-américains importants de la sociolinguistique comme Basil Bernstein, Langage et classes sociales, J. Gumperz, ou Erving Goffman, Façons de parler ; pour Bourdieu, le capital culturel et langagier est un élément important de son ouvrage La Distinction. Critique sociale du jugement, et il développe ses idées  dans Ce que parler veut dire. 
L'appartenance de classe engendre à travers la socialisation, un habitus différencié . L'habitus est défini par Bourdieu comme des ensembles de dispositions incorporées qui déterminent autant les goûts culturels que les façons de parler. Ces dernières circulent dans le « marché linguistique » et des « prix » distincts sont attachés aux paroles : le discours des principaux présentateurs d'informations dans les médias, professeurs d'université, présidents etc. est relativement reconnu et valorisé, tandis que le parler de beaucoup de jeunes d'origine populaire des banlieues est à priori dévalorisé et souvent objet de stigmatisation. Les préjugés linguistiques sont nombreux. La mise en évidence du capital culturel ne signifie pas occultation du capital économique. Ce dernier reste essentiel dans les économies capitalistes : un capitaliste rémunère des experts ayant un fort capital culturel pour faire fructifier ses affaires.
La  politique linguistique des États, qui est une part constituante d'une politique sociale, concerne à la fois :
- la planification du statut accordé aux différentes langues nationales et régionales allant pour ces dernières, selon les langues, les pays et les périodes, de l'éradication jusqu'à la reconstruction;
- la planification du corpus et la normalisation de certaines langues (dictionnaires, académies) ;
- la planification d'acquisition des langues nationales, régionales et étrangères programmée par le système éducatif.

Ce modèle Centre-Périphérie s'applique à la fois aux dialectes sociaux ou sociolectes et aux locuteurs de dialectes et langues régionales le plus souvent périphériques.

### Au niveau international
À l'ère de la mondialisation économique, les langues sont hiérarchisées démographiquement et économiquement selon un modèle centre-périphérie, diffusé en France notamment par Louis-Jean Calvet et résumé par Bernard Cassen dans un article du Monde diplomatique. Au centre de la galaxie se situe l'anglais promu par les deux superpuissances hégémoniques des XIXe et XXe siècles. De grandes langues plurinationales soutenues par d'autres grandes puissances constituent le deuxième cercle : les cinq autres langues de travail de l'ONU (français,russe, espagnol, chinois, arabe) et quelques autres : allemand, portugais, japonais, indonésien, hindi, swahili... Puis viennent environ 120 autres  langues nationales qui avec les précédentes - 2 % des langues prises ensemble -, seraient parlées par 95 % de l'humanité et près de 7000 langues régionales et locales hiérarchisées entre elles selon leurs poids combiné démographique, économique, culturel, politique. Beaucoup de locuteurs de langues périphériques locales ou régionales sont fortement incités, pour améliorer leur situation ou parfois survivre, à apprendre des langues véhiculaires plus centrales, mais l'inverse n'est généralement pas vrai. Cette situation a été étudiée à Dakar par exemple pour les locuteurs d'autres langues sénégalaises que le wolof qui est la principale langue véhiculaire. Le locuteur africain est souvent multilingue : langue locale, langue régionale, langue nationale, langue internationale. Lorsqu'il y a deux formes de langues parlées dans une même communauté, on parle de « diglossie », selon le linguiste américain Charles A. Ferguson ; par exemple en Inde ou en Afrique orientale, l'anglais est parlé quotidiennement par une petite minorité et les langues locales et régionales par la grande majorité
La planification d'acquisition des langues étrangères  joue donc un rôle essentiel. Selon la revue américaine Ethnologue, il y aurait environ 135 langues nationales pour 200 États et environ 7 000 langues différentes. Cependant, conséquence à la fois de l'histoire des politiques linguistiques et des hégémonies économiques et culturelles, une bonne douzaine de langues, les plus parlées, le sont par environ 50 % de la population mondiale. Si on y ajoute les locuteurs d'un seconde langue (dont le niveau de compétence linguistique et les estimations sont très variables), et une fois retranchés les locuteurs seconds de plusieurs langues super-centrales qui logiquement ne doivent pas être comptabilisés plusieurs fois, cette douzaine de langues serait parlée par un peu plus des deux tiers de la population mondiale.
La politique linguistique gère aussi l'enseignement des langues de communication internationale. L'anglais a une place prédominante, mais il est très inégalement maîtrisé par les non anglophones de naissance qui constituent 95 % de la population mondiale et 99 % de la population de l'UE post Brexit. Selon un sondage d'Eurobaromètre, dans l'UE, 64 % ne parlent pas du tout l'anglais, , 12 % disent le parler un peu, 16 % assez bien ou bien et 8 % seulement très bien. Claude Piron, psychologue, traducteur de l'Organisation des Nations unies (ONU) et de l'Organisation mondiale de la santé (OMS) à partir de quatre langues de travail de l'ONU, écrit dans Le Défi des langues, que la maîtrise à un haut niveau de la langue de communication internationale dominante, qui comporte un grand nombre d'irrégularités et d'exceptions, nécessite environ 10 000 heures, l'équivalent de six années de travail, contre 1 000 heures pour l'espéranto. Dans un souci de démocratisation de la communication internationale, il préconise l'usage élargi de la langue internationale auxiliaire neutre espéranto. Le scientifique Nitobe Inazō, membre de l'Académie impériale du Japon affirme dans son rapport réalisé en tant que vice-secrétaire général de la Société des Nations, Esperanto as an International Language (1922): "On peut  affirmer avec une certitude absolue que l'espéranto est de huit à dix fois plus facile que n'importe quelle langue étrangère  ; elle permettrait une communication internationale plus équitable entre pays et serait accessible à la grande majorité. Une politique linguistique utilisant la valeur propédeutique de l'espéranto par un enseignement de quelques dizaines d'heures précédant l'étude des autres langues est très efficace, comme l'ont montré les expériences effectuées. Le contexte international contemporain est caractérisé par un monde davantage multipolaire, de plus en plus relié par Internet, une solidarité écologique obligée,  etc. Il peut permettre une progression rapide de cette langue. Son apprentissage relativement très rapide permettrait de mieux conserver le trésor des 7 000 ou 8 000 langues encore existantes, ce qui est souhaité par l'Organisation des Nations unies pour l'éducation, la science et la culture (UNESCO), l'ONU et donc de contribuer à limiter les phénomènes de domination linguistique coûteux culturellement, socialement, économiquement. Cependant la majeure partie des observateurs pense que la prédominance de l'anglais, dit "tout-anglais", anticipée par le social-démocrate allemand Karl Kautsky dès le début du XXe siècle sous la forme le plus souvent d'un anglais abatardi dit "globish" ou "Broken English va continuer à s'étendre au détriment des autres langues, avec une aggravation de la dépendance linguistique et économique de la majorité des peuples, à moins d'une entente entre un nombre significatif de pays non anglophones de naissance pour un scénario plus équilibré.

## Auteurs rattachés
- Basil Bernstein
- Jacqueline Billiez
- Philippe Blanchet
- Pierre Bourdieu
- Josiane Boutet
- Henri Boyer
- Thierry Bulot
- Louis-Jean Calvet
- José María Sánchez Carrión
- Peter Trudgill
- Marcel Cohen
- Umberto Eco
- Michel Francard
- Dell Hymes
- William Labov
- Antoine Meillet
- Jean-Baptiste Marcellesi
- Tullio De Mauro
- Marie-Louise Moreau
- Claude Piron
- Jacky Simonin
- Deborah Tannen